# Boxford (Suffolk)
Boxford és un llogaret i parròquia civil de Babergh, Suffolk, Anglaterra. Té una població de 986 habitants. La parròquia civil té una població de 1.218 habitants.